# Pierre de Sevry
Pierre de Sevry est un dignitaire de l'ordre du Temple qui fut maréchal de l'ordre pendant la maîtrise de Guillaume de Beaujeu. Il meurt durant le siège de Saint-Jean-d'Acre en mai 1291.

## Biographie
Originaire de Bourgogne, Pierre de Sevry est tout d'abord drapier vers 1283 avant d'être nommé maréchal de l'ordre du Temple après 1289, année où est encore nommé à ce poste son prédécesseur Geoffroy de Vandac.

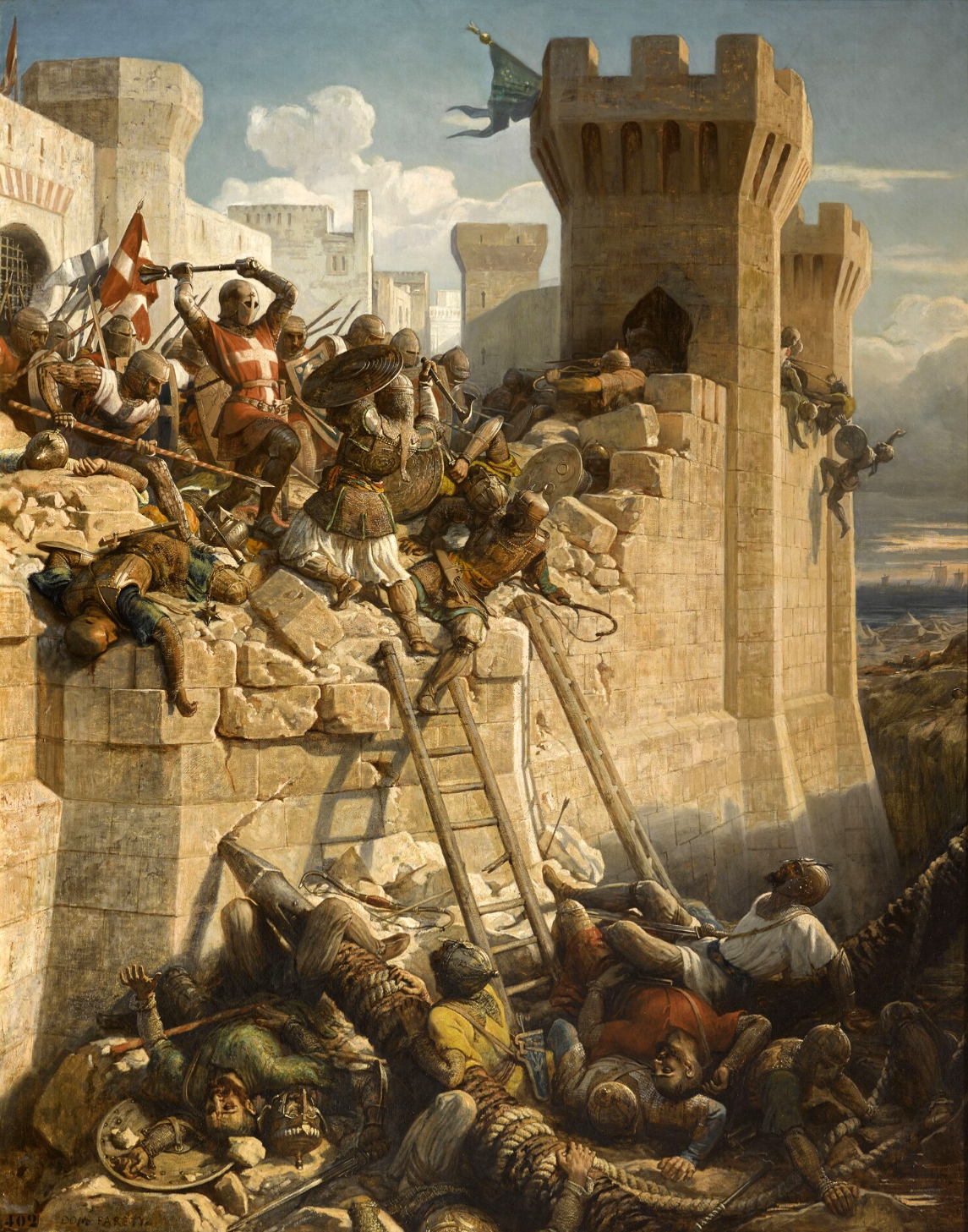
Siège de Saint-Jean-d'Acre, peinture de Dominique Papety exposée dans les salles des Croisades du Château de Versailles.

En 1291, il est présent au siège de Saint-Jean-d'Acre où, en sa qualité de maréchal, il participe à la défense de la ville aux côtés du grand-maître Guillaume de Beaujeu. Le 18 mai 1291, les mamelouks parviennent à rompre les remparts, et le grand-maître du Temple accompagné de celui de l'ordre de l'Hôpital, Jean de Villiers, se rendent sur la brèche où ils sont tous deux blessés. Guillaume de Beaujeu décède quelques heures plus tard tandis que Jean de Villiers est soustrait à l'ennemi et transporté sur un bateau en direction de Chypre. Les mamelouks pénètrent alors dans la ville et massacrent les habitants.
Pierre de Sevry est alors chargé avec Thibaud Gaudin, futur successeur de Guillaume de Beaujeu, de superviser la défense de Saint-Jean-d'Acre dont il ne reste plus que cinq cents personnes pour la protéger. Ils acceptent une reddition et laissent pénétrer un détachement de cavaliers musulmans, mais ceux-ci s'en prennent aux femmes ce qui conduit les deux hommes à repousser les cavaliers hors de la ville.
Pierre de Sevry décide de continuer à défendre la ville et demande à Thibaud Gaudin de gagner Sidon par la mer avec le trésor du Temple. Il défend alors la ville avec ses troupes afin de permettre aux habitants de fuir la forteresse pour se rendre à Chypre, tandis que lui-même périt sous le nombre de ses adversaires.

## Source
- René Grousset, L'épopée des Croisades, 1939.
- (en) Jochen Burgtorf, The Central Convent of Hospitallers and Templars : History, Organization, and Personnel (1099/1120-1310), Leiden/Boston, Brill, 2008, 761 p. (ISBN 978-90-04-16660-8, présentation en ligne, lire en ligne)
- Emmanuel Guillaume Rey, « L'ordre du Temple en Syrie et à Chypre, les Templiers en Terre Sainte », Revue de Champagne et de Brie,‎ 1888, p. 241 à 256 et 367 à 379 (lire en ligne, consulté le 11 février 2022)